# Protorthodes coloradensis
Protorthodes coloradensis là một loài bướm đêm trong họ Noctuidae.